# Pirok
Pirok (makedonsko Пирок, albansko Piroku) je vas v Makedoniji, ki se nahaja v med Tetovom in Gostivarjem, v občini Bogovinje. Pirok ima približno 5000-6000 prebivalcev, večinoma Albancev. Sosedni vasi sta Bogovinje ter Gradec. Pirok ima tri majhne hotelske restavracije. Vas ima najnovejšo džamijo v Makedoniji, zgrajena je bila leta 2008.